# アブスー
アブスー(Absu)は、1989年にアメリカ合衆国で結成されたエクストリーム・メタル・バンド。アメリカのブラックメタルシーンで最初期から活動しているバンドで、多くのバンドに多大な影響を与えた。

## メンバー

### 現在のメンバー
- プロスクリプター・マクガヴァン (Proscriptor McGovern) (Vocal,Drums)
- エゼズー (Ezezu) (Drums)
- ヴィス・クロム (Vis Crom) (Drums)

### 旧メンバー
- Mezzadurus (Bass)
- Equitant Ifernain (Guitar,Bass)
- Shaftiel (Guitar,Vocal)
- David Athron Mystica (Guitar)
- Black Massith (Keyboards)

## 来歴
1989年、Dolmenの名で結成される。その後、Azathoth等の名を経て、1991年にAbsuという名前に落ち着く。結成時のメンバーはEquitant IfernainとShaftielだった。二本のデモとEPをリリース後、David Athron MysticaとBlack Massith、プロスクリプター・マクガヴァンが加入する。
1993年、1stアルバムBarathrum: V.I.T.R.I.O.L.をリリース。その後、David Athron Mystica がBlack Massith脱退し、スリーピースバンドになる。
2001年、4thアルバムTaraをリリース。タイトルトラックでバグパイプを使っている。このアルバムはバンドの代表作であるといわれる。マクガヴァンによれば、このアルバムはコンセプトアルバムであるという。
順調に見えたバンドだったが、マクガヴァンが事故で腕を痛め、手術を受けるという憂き目に遭ってしまう。一年間の療養期間の後に彼は復帰したが、その頃にはShaftielがアブスーでの活動に興味を示さなくなっていた。そのため、マクガヴァンはバンドを活動休止状態にし、他のプロジェクトを始めることにした。この頃にマクガヴァンはスレイヤーのドラム・オーディションを受けている。しかし、結局スレイヤーはオリジナルメンバーであるデイヴ・ロンバードをドラムにした。
2005年、マクガヴァンとEquitant Ifernainはライブ音源、未発表音源などのレア音源を集めて、Mythological Occult Metal: 1991–2001という名前でリリースしている。これはあるファンの提案で実現したものだという。
2008年初頭、キャンドルライト・レコードと契約。この年にエゼズーが加入。セルフタイトルアルバムであるAbsuをレコーディングし、翌年にリリースした。
2009年、ヴィス・クロムが加入。ヨーロッパツアーを敢行する。
2011年、イモータルとアメリカでツアーを行う。ツアーを終えた彼らは6thアルバムAbzuのレコーディングを行う。

## コンセプトと音楽的特徴
デモと1stアルバムではデスメタルをプレイしていたが、徐々にケルト音楽や民族音楽の要素を取り入れたスラッシュメタルやブラックメタルへと傾倒していった(近年ではジャズ、プログレッシブ・ロックサイケデリック・ミュージックも取り入れている)。彼らは自分たちの音楽性をミソロジカル・オカルト・メタルと自称している。歌詞のテーマは神秘的なものが多く、ケルト神話、シュメール神話、錬金術、伝説、造兵学、呪術、数秘術、魔術などを扱っている。

## ディスコグラフィ

### スタジオアルバム
- 1993年 - Barathrum: V.I.T.R.I.O.L.
- 1995年 - The Sun of Tiphareth
- 1997年 - The Third Storm of Cythraul

ケルト神話を主な題材にしている 。
- 2001年 - Tara
- 2009年 - Absu
- 2011年 - Abzu